# Aquasella
Aquasella est un festival de musique électronique organisé annuellement à Coviella, Cangas de Onís, dans la principauté des Asturies, en Espagne. Fondé par Francisco de Borja Arboleya Becerra et organisé par La Real Producciones. La 26e édition a lieu les 17, 18, 19 et 20 août 2023. 

## Histoire
La première édition du festival a lieu en 1997 avec une participation d'environ un millier de visiteurs et lors de l'édition 2022, plus de 40 000 visiteurs ont participé, et ils espèrent battre le record de participation pour l'année 2023,.
Au fil des ans, Aquasella devient une référence internationale en matière de festivals de musique électronique et accueille des artistes de renommée internationale tels que Carl Cox, Sven Väth, Ben Sims, Óscar Mulero, Technasia, Eric Sneo et Luciano, pour n'en citer que quelques-uns.
Lors de l'édition 2011, le site du festival comprenait trois scènes, une aire de camping, un parking, des toilettes, des douches et des stands de nourriture et de boissons à l'intérieur du site. Chaque scène a un style de musique différent : Open Air, El Bosque et Carpa La Real.

## Galerie

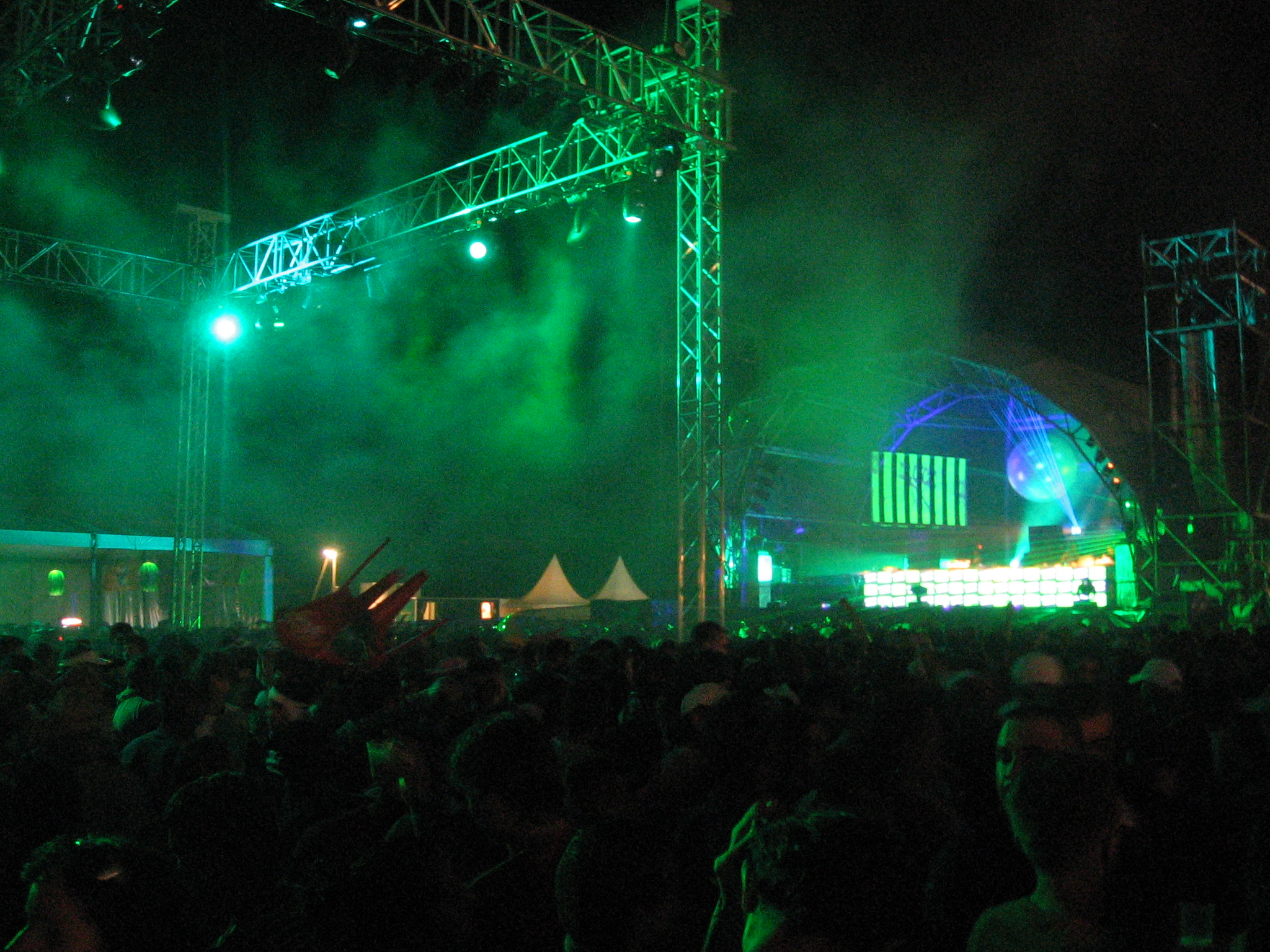
Aquasella 2006.
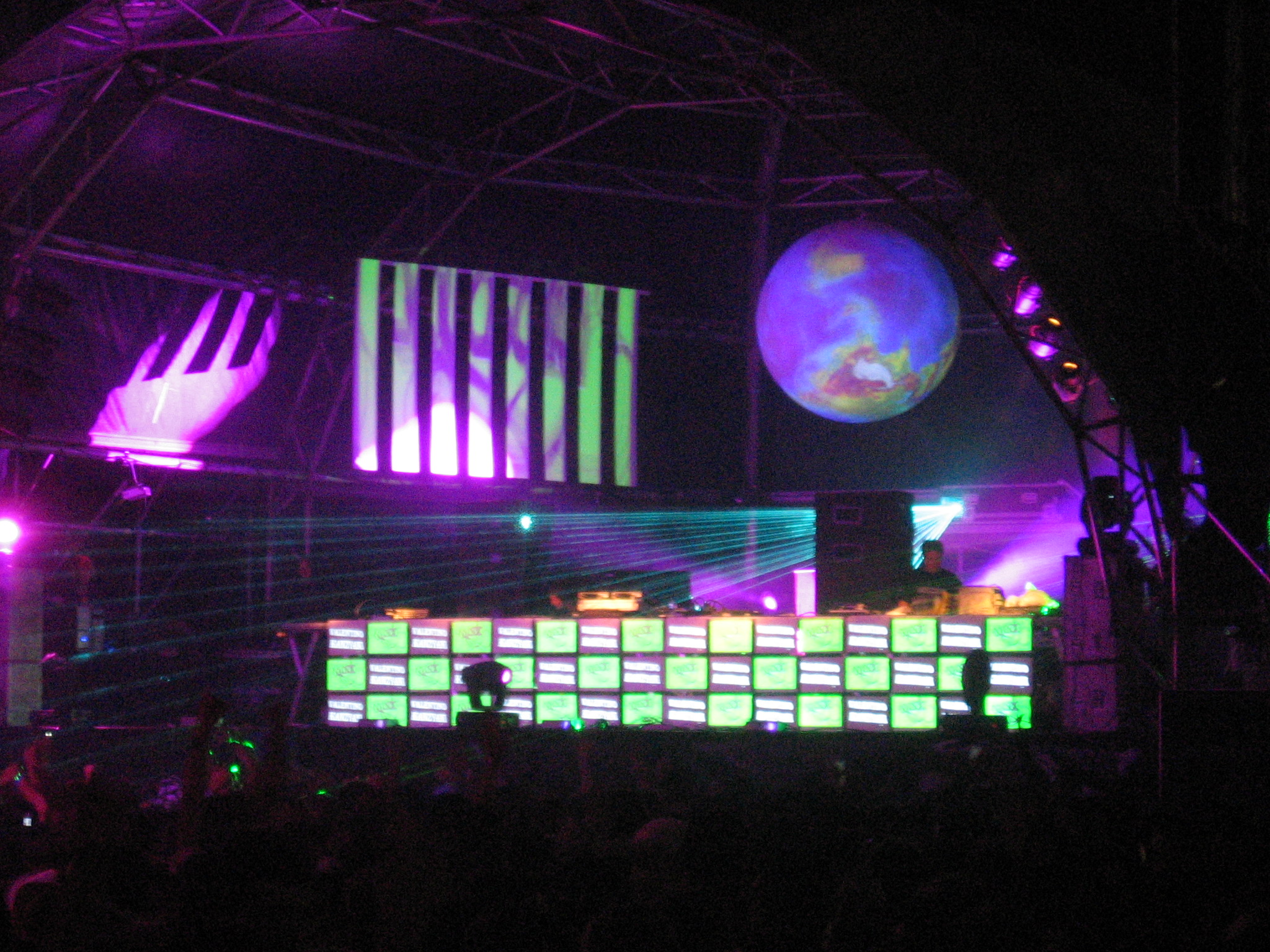
Aquasella 2006.
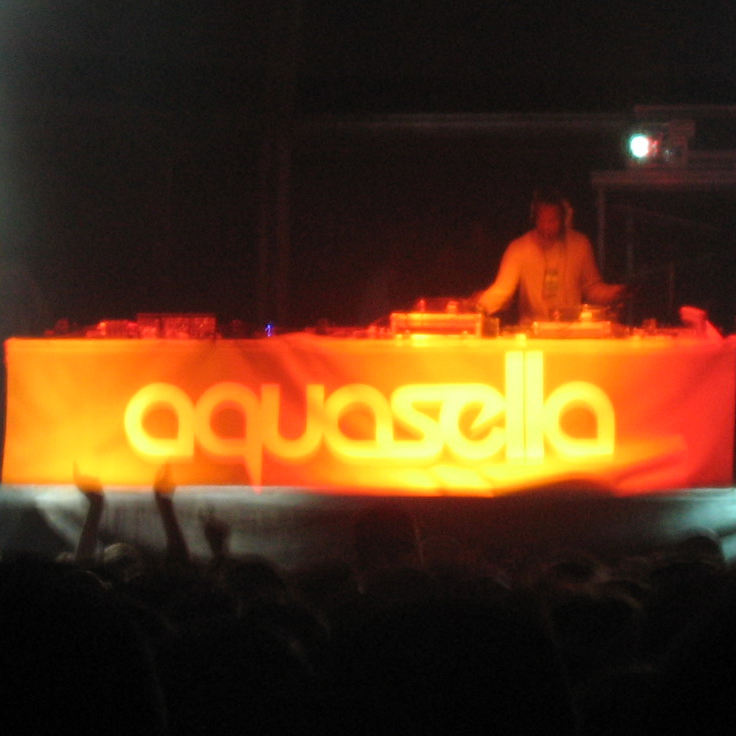
La tente Open Air de Stacey Pullen à Aquasella 2005.
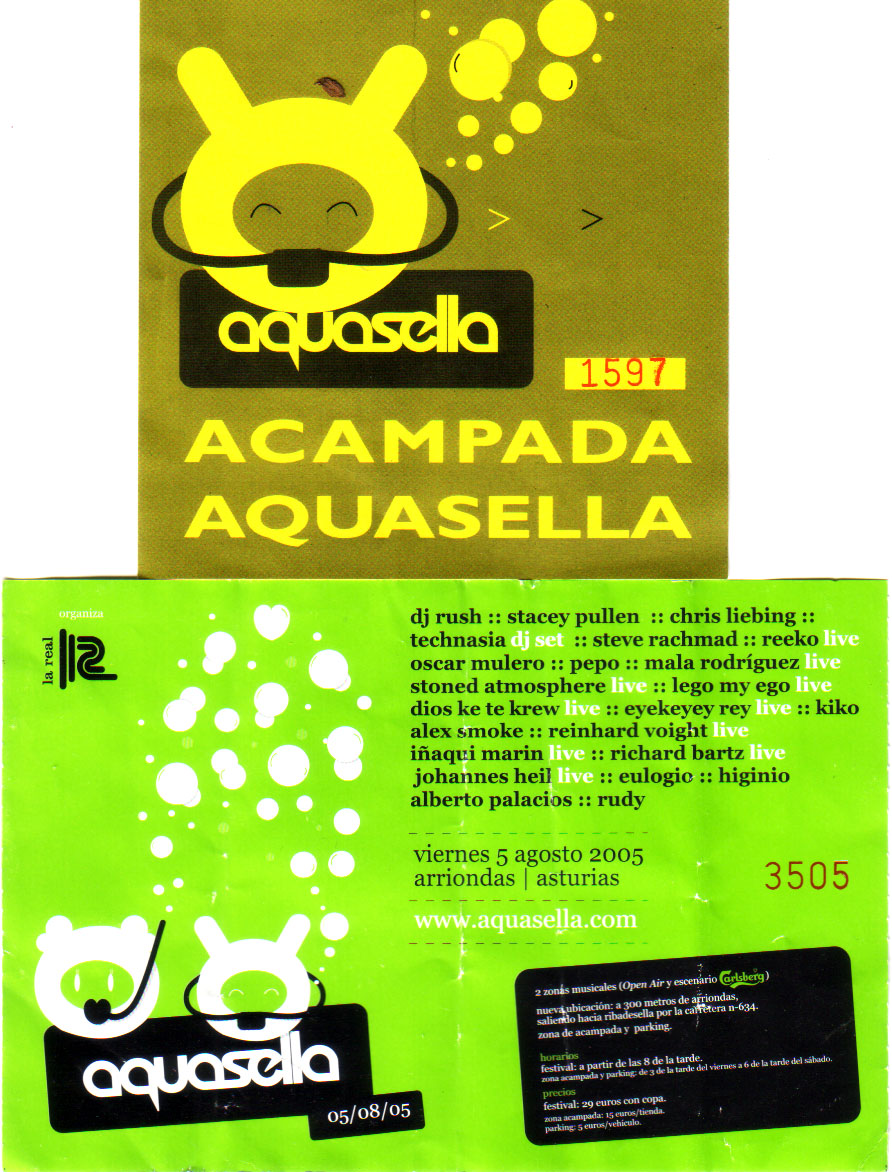
Billet de parking et droit d'entrée à Aquasella 2005.